# Johann Santner

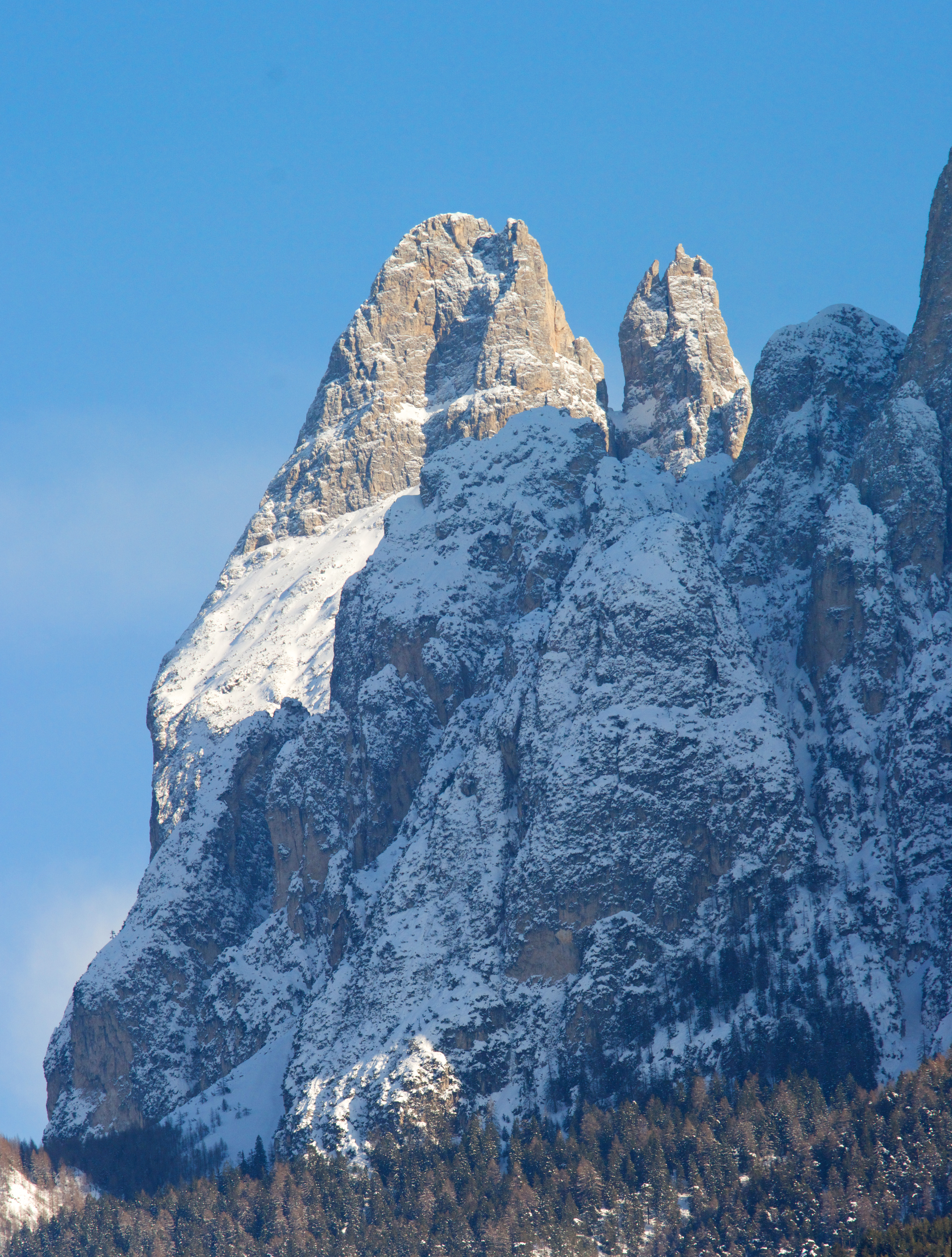
Die Santnerspitze (links) mit der Euringerspitze (rechts)

Johann Santner (* 21. April 1841 in St. Jakob in Defereggen; † 21. Mai 1912 in Bozen) war ein Tiroler Alpinist und Erstbesteiger der nach ihm benannten Santnerspitze am Schlern.

## Leben
Johann Santner wurde am Gorlerhof in St. Jakob in Defereggen geboren. Er war das siebte von elf Kindern. Santner absolvierte zunächst bei seinem Vater eine Uhrmacherlehre und begab sich anschließend auf Wanderschaft. 1868 heiratete er Antonia Furcher aus St. Pauls und ließ sich in der Folge in Bozen nieder, wo er sich der Herstellung der später berühmten „Santnerkartln“ widmete – Ansichtskarten, die mit getrockneten Blumen verziert wurden. Grundlage für diese Handwerksarbeiten waren Alpenblumen, die der botanische Autodidakt Santner selbst auf langwierigen Touren in den noch kaum erschlossenen westlichen Dolomiten sammelte. Antonia Santner starb im Alter von nur 44 Jahren. Ihre Tochter, die Toni genannt wurde, machte mit ihrem Vater einige für die damalige Zeit anspruchsvolle Touren, bereits im Alter von sechs Jahren war sie auf dem Schlern.
Seit 1876 gehörte er der Sektion Bozen des Deutschen und Österreichischen Alpenvereins an. Er war einer der eifrigsten Erschließer der Dolomiten in der klassischen Zeit des Alpinismus. Am 2. Juli 1880 gelang ihm allein und ohne Seil oder sonstige technische Hilfsmittel sowie ab der Schlüsselstelle ohne Schuhwerk die von der lokalen Bevölkerung für kaum möglich gehaltene Besteigung des Großen Schlernzacken. Dieser dem Schlern vorgelagerte Felsturm trägt seither der Namen Santnerspitze. Santner war alpinistisch meist im Rosengarten aktiv, wo er als Erster den Weg vom Tschein (in der Nähe der heutigen Kölner Hütte) über den später nach ihm benannten Santnerpass ins Gartl unter der Rosengartenspitze hinauf durchkletterte. In der Langkofelgruppe schaffte er 1890 mit Robert Hans Schmitt die Erstbesteigung der Fünffingerspitze, in der Geislergruppe erreichte er im selben Jahr mitten im Winter den Gipfel des Sass Rigais. Weiters regte er den Bau des Schlernhauses, der Grasleiten-, Langkofel- und Schlüterhütte an und machte sich um die Förderung des alpinistischen Nachwuchses verdient.
Noch ein Jahr vor seinem Tod bestieg er den Kesselkogel, den Peitlerkofel und fünfmal seinen Lieblingsberg, den Schlern, dessen Gipfel er insgesamt etwa 400 Mal erreichte. In Seis am Schlern trägt eine Straße Santners Namen und steht ein ihm gewidmeter Gedenkstein. Die Sektion Bozen des Alpenverein Südtirol verlieh ihrer Schlernbödelehütte den Namen Johann Santners.